# Bartolomé Llorente y García
Bartolomé Llorente y García (Longares, 3 de marzo de 1540-Zaragoza, 1 de julio de 1614) prior del cabildo del Pilar y Cronista Mayor de Aragón.

## Biografía
Comenzó sus estudios de Filosofía en la Universidad de Zaragoza como alumno de Pedro Juan Núñez. Tras una temporada como profesor de Lengua Latina y Retórica en Monzón, se trasladó a Valencia para terminar sus estudios de Teología como bachiller, que consiguió en 1569. De vuelta en Aragón, fue profesor de las universidades de Huesca y Zaragoza. En la universidad de Huesca consiguió en 1578 su doctorado en Teología.
En 1572 dejó la docencia para pasar a trabajar para el cabildo de la basílica del Pilar. Pasó de canónigo a tesorero, limosnero, capellán mayor, hasta llegar en 1588 al puesto de prior, cargo que mantuvo hasta 1591. Destacó su defensa en Roma de la catedralidad del Pilar frente al cabildo de la Seo, la catedral de Zaragoza, durante su estancia en la ciudad del papa como representante del Capítulo. Allí también profundizó sus estudios humanísticos y amplió su biblioteca con la compra de libros.
Tras su vuelta, fue diputado del reino en 1590, 1606 y 1610, en representación de la Iglesia. Tras la muerte de Lupercio Leonardo de Argensola, en 1613 fue nombrado Cronista mayor de Aragón por las cortes. En su nombramiento seguramente pesó su papel en la censura del cronista mayor Jerónimo Martel, cuya obra fue considerada «inadecuada desde el punto de vista metodológico e injuriosa desde el político».
Como historiador, Llorente trataba de unificar el absolutismo reinante con una defensa de los fueros aragoneses, frente a un Martel más forista y menos absolutista. Dedicó gran parte de su trabajo a la historia religiosa, sobre todo a la historia del Pilar y la hagiografía de los santos relacionados con Zaragoza: Santiago y san Braulio.
Sus escritos y su biblioteca fueron heredados por el cabildo del Pilar, donde se encuentran todavía. También se conservan allí gran número de cartas que escribió durante sus años en Roma.

## Obra (selección)
No toda su obra fue publicada.
- Liber episcoporum Cesarauguste
- Chronologia regum Hispaniae et Aragoniae
- Índices de asuntos relacionados con la historia del Pilar
- Cronología para la confección de unos anales del Pilar
- Historia del Pilar (1601)
- Anales del Pilar
- Breve relación de la vida del bienaventurado San Braulio